# Буди-Купентинські
Буди-Купентинські (пол. Budy Kupientyńskie) — село в Польщі, у гміні Соколів-Підляський Соколовського повіту Мазовецького воєводства.
Населення — 193 особи (2011).
У 1975-1998 роках село належало до Седлецького воєводства.

## Демографія
Демографічна структура станом на 31 березня 2011 року:
|          | Загалом | Допрацездатний вік | Працездатний вік | Постпрацездатний вік |
| -------- | ------- | ------------------ | ---------------- | -------------------- |
| Чоловіки | 94      | 10                 | 77               | 7                    |
| Жінки    | 99      | 25                 | 54               | 20                   |
| Разом    | 193     | 35                 | 131              | 27                   |